# Neomammillaria heyderi
Neomammillaria heyderi là một loài thực vật có hoa trong họ Cactaceae. Loài này được (Muehlenpf.) Britton & Rose mô tả khoa học đầu tiên năm 1923.